# Sierras Chicas

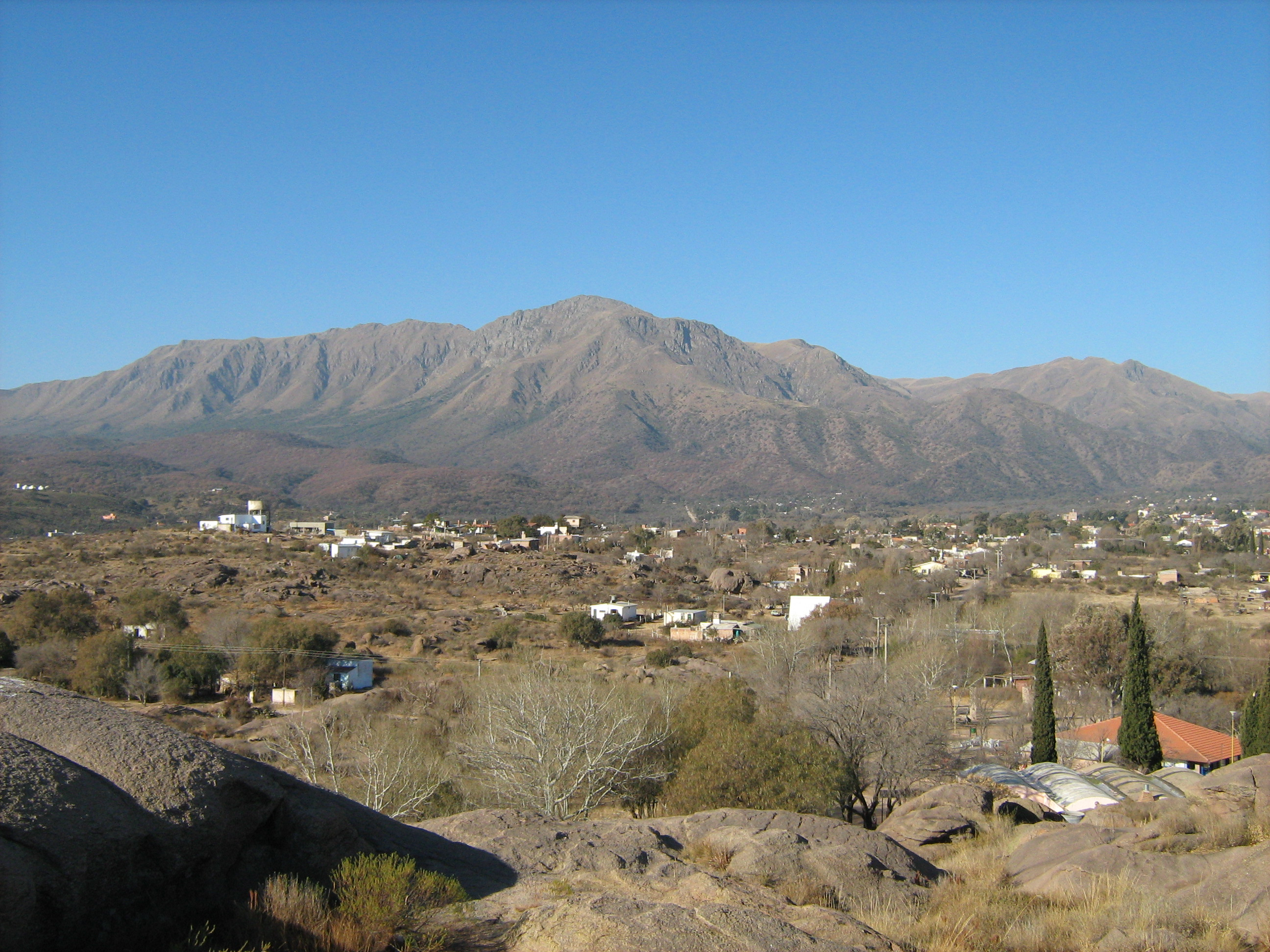
Il Cerro Uritorco visto dalla geoforma chiamata El Zapato (La Scarpa) vicina alla città di Capilla del Monte (Cappella del Monte)

Le Sierras Chicas sono una catena montuosa dell'Argentina che fanno parte delle Sierras de Córdoba, situate a nordest della città di Córdoba nella Provincia di Córdoba, e a est della Valle di Punilla.
 
Le antiche popolazioni indigene di etnia Comechingón chiamavano questi monti Viarava.

## Caratteristiche
La catena montuosa si estende per circa 250 km a partire da Capilla de Nuestra Señora del Rosario de Tegua, a sudest del villaggio di Elena (32°39′12″S 64°16′08″W) a sud, fino alle basse colline ubicate a nordest della città di Deán Funes (30°19′12″S 64°28′53″W) a nord.
Verso nordest si trova una pianura ondulata, mentre più a nord si elevano le Sierras de Macha e le Sierras de Ambargasta, che si estendono fino a sud della Provincia di Santiago del Estero.
Si differenziano dalle Sierras Grandes o Altas Cumbres per la minore elevazione: il picco più elevato delle Sierras Chicas è l'Uritorco, alto 1.979 m slm, a est di Capilla del Monte; altro monte importante è il Cerro Pan de Azúcar (1.260 m), a est di Cosquín.

## Origine
Originatesi nel Precambriano, le Sierras Pampeanas (delle quali le Sierras de Córdoba rappresentano l'estremo meridionale) nel corso di milioni di anni furono ridotte a un basso rilievo, fino a che l'orogenesi andina del Cenozoico le riattivò elevando alcuni blocchi e sprofondandone altri. Le montagne situate a ovest, più vicine alla cordigliera delle Ande, a causa della maggiore spinta ricevuta risultarono più elevate, mentre le Sierras Chicas sono posizionate al limite orientale delle Sierras Pampeanas e conseguentemente le alture sono più modeste.